# Arraias
Arraias es un municipio brasileño del estado del Tocantins. Posee un área de 5419,9 km² y se localiza a una latitud 12º55'53" sur y a una longitud 46º56'18" oeste, estando a una altitud de 682 metros. Su población estimada en 2004 era de 10 970 habitantes.

## Historia
Nacida en el período áureo de la minería en el Brasil, la ciudad también atendía en las demandas por metales preciosos, más específicamente por oro y plata, en el período colonial. Esa explotación aconteció concomitantemente con la de la ciudad de Goiás, más conocida como Goiás-Velho, antigua capital del estado de Goiás.

## Geografía
Localizada en el sudoeste del estado del Tocantins, es conocida como "Ciudad de las Colinas", pues está rodeada por muchas de estas formaciones.

## Arquitectura
En la arquitectura de la ciudad predomina el estilo colonial portugués. En las casas más antiguas, se puede encontrar las iniciales de los patriarcas de las familias que las construyeron y el año en que fueron construidas.